# 다낭 대학
다낭 대학(The University of Da Nang)은 베트남 다낭시에 있는 국립 종합대학교이다.

## 역사
다낭 대학은 1994년 4월 4일 아래 기관들의 재정비와 개편에 따라 설립되었다.
- 폴리테크닉 대학
- 다낭 외국어 교사 양성대학
- 꽝남 교사 연수원
- Nguyen Van Troi 직업학교

후에대학교와 타이응우옌 대학과 함께 다낭 대학은 다양한 교육 수준을 갖춘 베트남의 3대 지역 대학 중 하나이다.
2016년 기준으로, 다낭 대학은 다음과 같이 구성되어 있다.

### 8개의 단과대학
1. 폴리테크닉대학(University of Science and Technology)
2. 베트남-한국정보통신대학(Vietnam-Korea University of Information and Communication Technology)
3. 기술교육대학(University of Technology and Education)
4. 경제대학(University of Economics)
5. 교육대학(University of Education)
6. 외국어대학(University of Foreign Language Studies)
7. 의과대학 약학부
8. VNUK 연구 및 행정교육 연구소

- 교육 및 업그레이드 센터, 과학 연구 촉진 및 기술 이전 센터 17개
- 과학 기술 저널

## 개발 방향
다낭 대학은 연구소, 워크샵, 도서관과 같은 자산을 계속해서 통합하고 있다. 첨단기술에 중점을 두고 범위와 전공을 확장하고, 교육 과정을 개조하고, 교수법을 개선하고, 교육의 질을 높이고, 국가 경제의 혁신을 충족시키기 위해 과학적 연구 결과를 실습에 적용하고 있다. 국무총리는 다낭 대학의 대학의 마스터플랜을 승인했으며, Hoa Quy-Dien Ngoc의 300 헥타르 면적, 다낭시 중심가에서 남동까지의 거리를 포함하고 있다. 건설 현장과 기반 시설 준비 작업이 시작되었다.